# Ronde van Zwitserland (vrouwen)
De Ronde van Zwitserland (Tour of Suisse) voor vrouwen is een meerdaagse wielerwedstrijd die jaarlijks plaatsvindt en voor het eerst werd georganiseerd in 1998. Van de wedstrijd is ook een editie voor manneneditie.

## Geschiedenis
De wedstrijd bestond voor het eerst van 1998 tot 2001, de Tour de Suisse Féminin, die in september gedurende vier dagen werd verreden. In 1998, 1999 en 2001 met een proloog en in 2000 met een individuele tijdrit. Na vier edities stopte deze ronde. In 2021, 20 jaar later, werd de wedstrijd weer georganiseerd en telde dat jaar twee etappes. De edities van 2022 en 2023 telden vier etappes, waaronder een individuele tijdrit. In 2022 werd deze koers opgenomen op de ProSeries-kalender en in 2023 op de kalender van de UCI Women's World Tour.
De Russin Zoelfia Zabirova en de Zwitserse Marlen Reusser zegevierden tweemaal. De Nederlandse Lucinda Brand won in 2022, haar landgenote Demi Vollering deed dit in 2024.

### Overwinningen per land
| Overwinningen | Land                                            |
| ------------- | ----------------------------------------------- |
| 2             | Nederland, Rusland, Zwitserland                 |
| 1             | Litouwen, Verenigd Koninkrijk, Verenigde Staten |

Mannen: 1933 · 1934 · 1935 · 1936 · 1937 · 1938 · 1939 · 1940 · 1941 · 1942 · 1943 · 1944 · 1945 · 1946 · 1947 · 1948 · 1949 · 1950 · 1951 · 1952 · 1953 · 1954 · 1955 · 1956 · 1957 · 1958 · 1959 · 1960 · 1961 · 1962 · 1963 · 1964 · 1965 · 1966 · 1967 · 1968 · 1969 · 1970 · 1971 · 1972 · 1973 · 1974 · 1975 · 1976 · 1977 · 1978 · 1979 · 1980 · 1981 · 1982 · 1983 · 1984 · 1985 · 1986 · 1987 · 1988 · 1989 · 1990 · 1991 · 1992 · 1993 · 1994 · 1995 · 1996 · 1997 · 1998 · 1999 · 2000 · 2001 · 2002 · 2003 · 2004 · 2005 · 2006 · 2007 · 2008 · 2009 · 2010 · 2011 · 2012 · 2013 · 2014 · 2015 · 2016 · 2017 · 2018 · 2019 · 2020 · 2021 · 2022 · 2023 · 2024 · 2025
Vrouwen: 1998 · 1999 · 2000 · 2001 · 2002-2020 · 2021 · 2022 · 2023 · 2024 · 2025
World Cup:
1998 · 
1999 · 
2000 · 
2001 · 
2002 · 
2003 · 
2004 · 
2005 · 
2006 · 
2007 · 
2008 · 
2009 · 
2010 · 
2011 · 
2012 · 
2013 · 
2014 · 
2015
World Tour:
2016 · 
2017 · 
2018 · 
2019 · 
2020 · 
2021 ·
2022 ·
2023 ·
2024 ·
2025
Huidige koersen:
Tour Down Under · Cadel Evans Great Ocean Road Race · Ronde van de Verenigde Arabische Emiraten · Omloop Het Nieuwsblad · Strade Bianche · Ronde van Drenthe · Trofeo Alfredo Binda · Classic Brugge-De Panne · Gent-Wevelgem · Ronde van Vlaanderen · Parijs-Roubaix · Amstel Gold Race · Waalse Pijl · Luik-Bastenaken-Luik · Ronde van Chongming · Ronde van het Baskenland · Ronde van Burgos · RideLondon Classique · The Women's Tour · Ronde van Zwitserland · Copenhagen Sprint · Giro Donne · Tour de France Femmes · Ronde van Scandinavië · Bretagne Classic · Simac Ladies Tour · La Vuelta Femenina · Ronde van Romandië · Ronde van Guangxi
Voormalige koersen:
Philadelphia Cycling Classic · Ronde van Californië · Emakumeen Bira · La Course by Le Tour de France · Open de Suède Vårgårda